# Tetragnatha filum
Tetragnatha filum är en spindelart som beskrevs av Simon 1907. Tetragnatha filum ingår i släktet sträckkäkspindlar, och familjen käkspindlar. Inga underarter finns listade i Catalogue of Life.